# خط جنسي

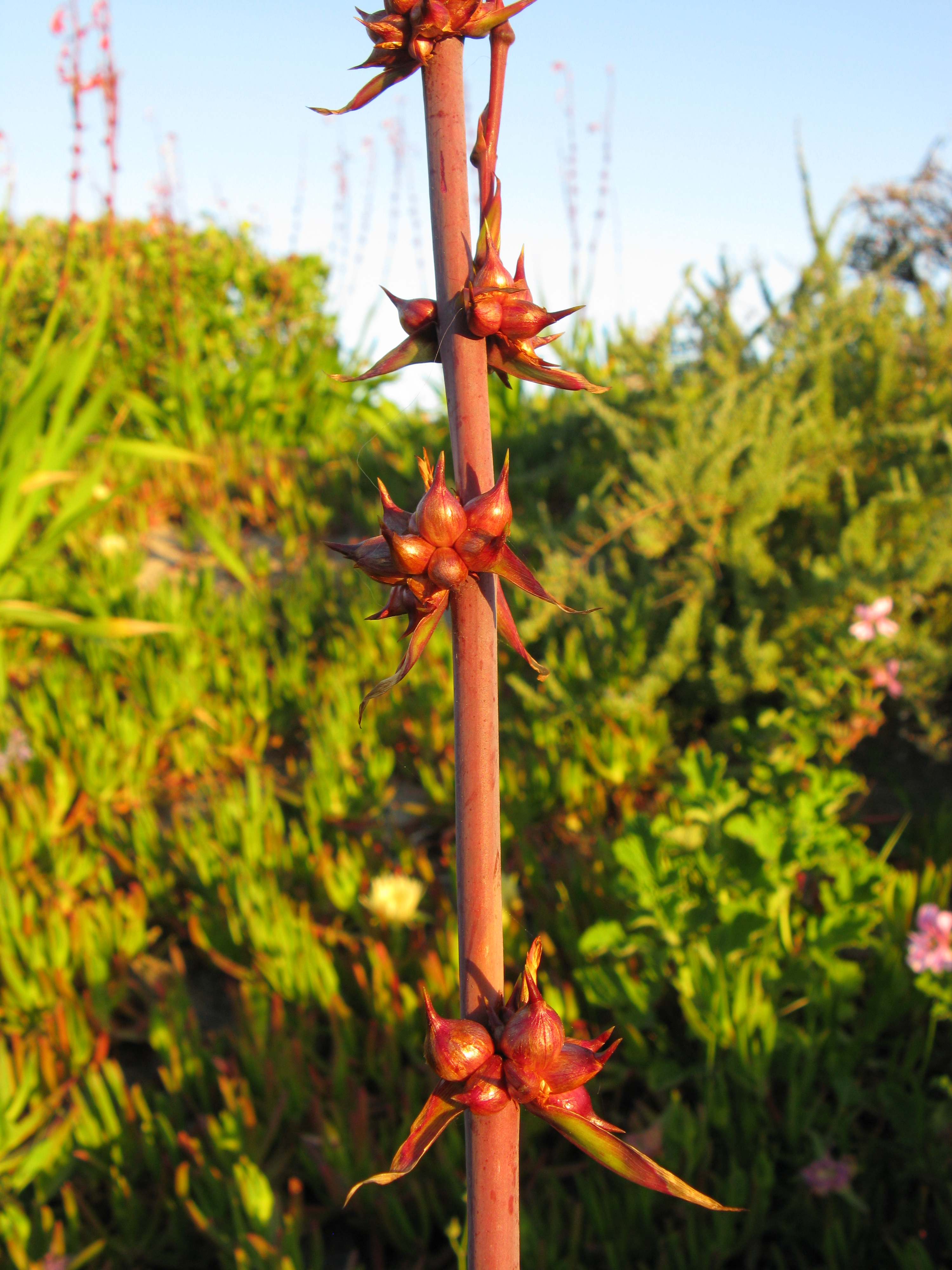

الخط الجنسي أو الخط الإنتاشي (بالإنجليزية: germline)‏ في علم الأحياء وعلم الوراثة، هو خط (تسلسل) الخلايا المنتشة التي لديها مواد وراثية يمكن توريثها للنسل.
على سبيل المثال، الأمشاج مثل بويضة الأنثى والحيوان المنوي هي أجزاء في الخط الإنتاشي. الخلايا التي تنقسم من أجل إنتاج الأمشاج، التي تسمى عرسيات، تُعد جزءاً من الخط الإنتاشي أيضاً، وتسمى مولدات عرسية. إنَّ الزيجوت وهي البويضة المخصبة هي أيضا  من الخط الإنتاشي .
الخلايا التي ليست في الخط الإنتاشي تسمى خلايا جسدية (توجد في نواتها 23 زوجاً من الكروموسومات عند الإنسان). وهي كل الخلايا التي تشكل الجسد، فيما عدا الأمشاج. إن حدثت طفرات في الخط الإنتاشي، فإنه من المحتمل أن تورث إلى النسل، فيما التغيرات التي تحدث بالخلايا الجسدية لا تُورث.